# Midtre Gauldals kommun
Midtre Gauldals kommun (norska: Midtre Gauldal kommune) är en kommun i Trøndelag fylke i mellersta Norge. Kommunens centralort är tätorten Støren.

## Administrativ historik
Midtre Gauldals kommun upprättades den 1 januari 1964 genom en sammanslagning av de tidigare kommunerna Budal, Singsås, Soknedal och Støren. Kommunen hade 6 295 invånare vid upprättandet.

## Kommunvapen
Blasonering: I grønt tre sølv kors samlet i form av et gaffelkors.
(I grönt fält tre grekiska kors av silver i trepass.)
Kommunvapnet godkändes genom kunglig resolution den 17 december 1982. Motivet återspeglar kommunens geografi på så sätt att det här finns många dalar som möts i y-form. Det viktigaste av dessa är mötet mellan Gauldalen och Soknedalen vid kommunens centralort Støren där samtidigt också vägar och järnvägar möts. Dessutom finns i kommunen en av de få y-formade kyrkorna i Norge, Budals kyrka från 1754.

## Tätorter
I Midtre Gauldals kommun finns två tätorter:
- Soknedal
- Støren (centralort)

## Socknar
Inom Norska kyrkan är Midtre Gauldals kommun indelad i fyra socknar:
- Budals socken
- Singsås socken
- Soknedals socken
- Størens socken

Socknarna ingår i Gauldals prosteri i Nidaros stift.

## Bilder

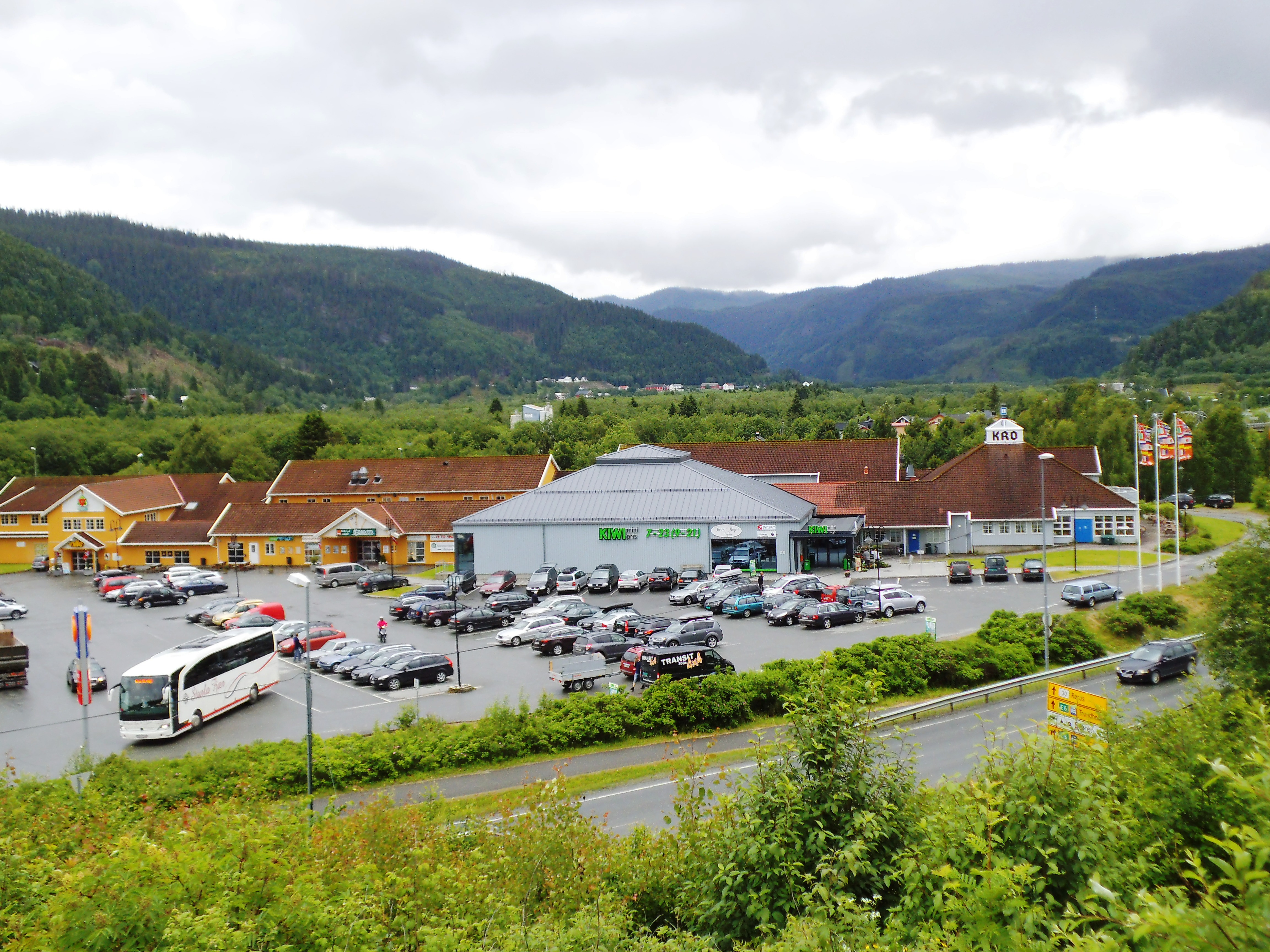
Støren.
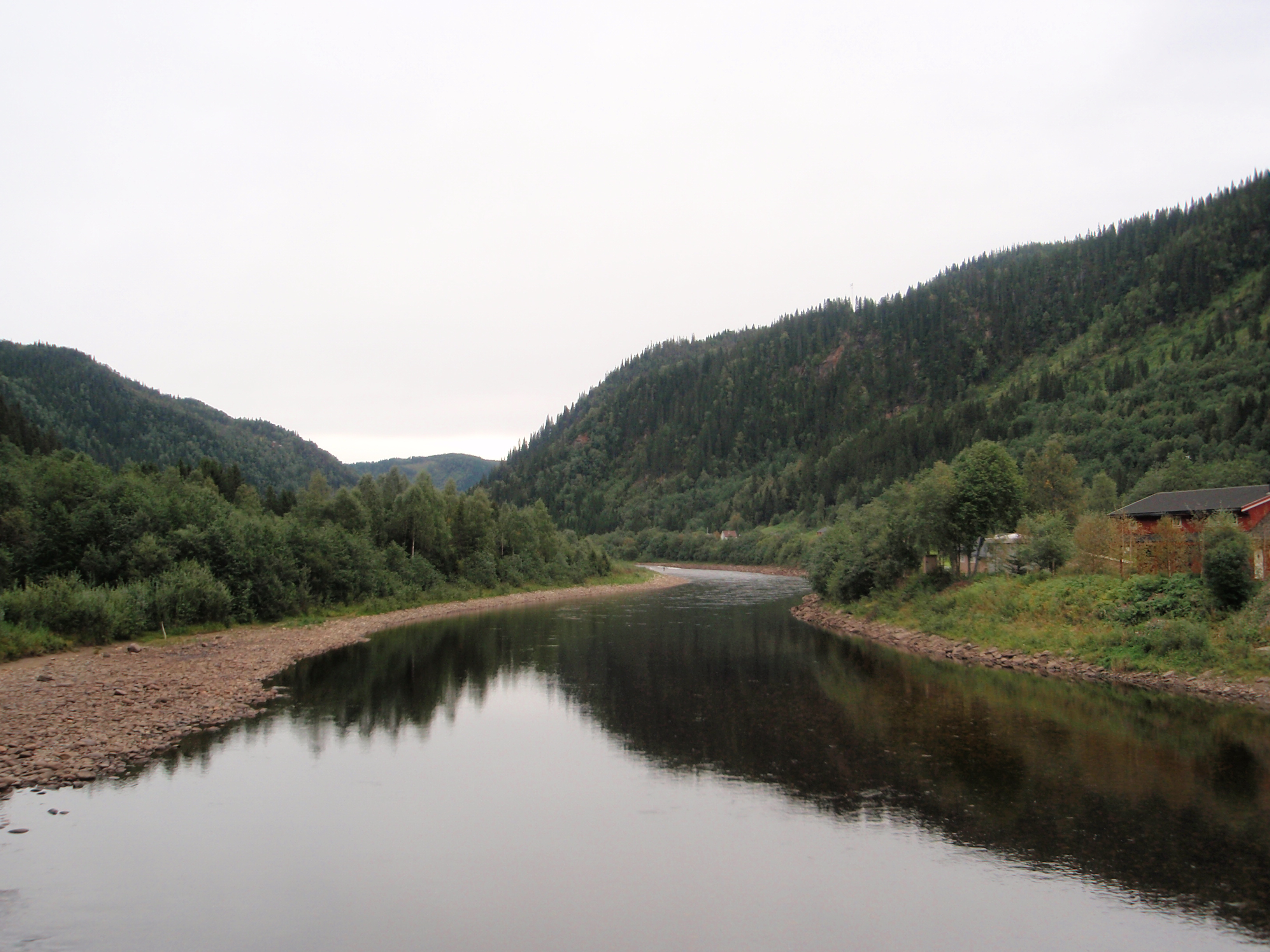
Älven Gaula vid Kotsøy.
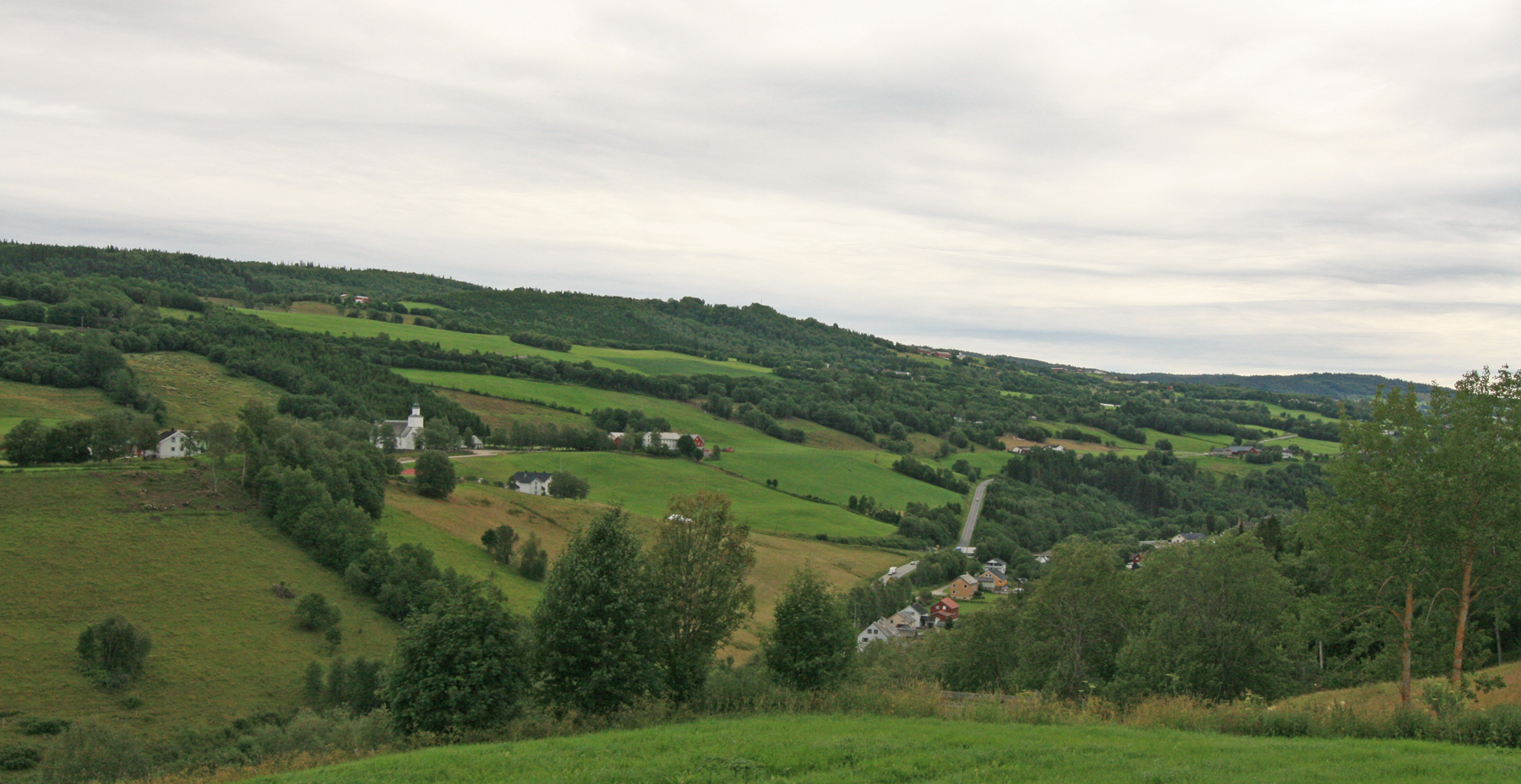
Soknedal.